# Acanthagenys rufogularis
L'Acanthagenys rufolgularis, conosciuto volgarmente come Succiamiele del reggente, è una specie di uccello passeriforme della famiglia Meliphagidae endemica del territorio australiano. È l'unica specie del genere Acanthagenys.
È il più grande Meliphagidae che si trova in natura, variando dalla lunghezza di 22 cm fino ad arrivare ai 27 cm e arrivando a pesare fino a 52 grammi. Sono animali principalmente frugivori, ma mangiano anche nettare, insetti e piccoli rettili. Il suo habitat include il deserto interno australiano, i paesaggi arbustivi costieri e i boschi secchi, ma può essere trovato anche in boschi di mangrovie. Si trova in quasi tutto il territorio australiano, tranne in Tasmania, le zone tropicali del nord dell'isola e le coste del sud-est.
Questa specie presenta un piumaggio grigio scuro tendente al marrone in fase adulta mentre, in fase giovanile, le piume sono di colore giallastro, mantenendosi questo colore negli esemplari adulti solo nella parte inferiore della testa e del collo. Il becco è lungo, dritto e nero, eccetto alla base dove presenta un colore rossastro.
L'accoppiamento di questa specie avviene durante tutto l'anno, malgrado ciò,  il 75% delle uova viene deposto tendenzialmente tra agosto e novembre.